# Vanilla polylepis
Vanilla polylepis ist eine Pflanzenart aus der Gattung Vanille (Vanilla) in der Familie der Orchideen (Orchidaceae). Sie wächst als Kletterpflanze im tropischen Afrika.

## Beschreibung
Vanilla polylepis ist eine immergrüne Kletterpflanze, die sechs bis neun Meter Länge erreicht. Der Spross erreicht bis zu zwei Zentimeter Durchmesser und ist längs gerieft. Die Blätter sind oval bis lanzettlich, an der Basis abgerundet und sehr kurz gestielt, vorne lang ausgezogen spitz endend. Sie werden sechs bis 21 (bis 24) Zentimeter lang und 2,5 bis acht Zentimeter breit.
Die Blütezeit von Vanilla polylepis liegt im November. Der unverzweigte Blütenstand ist bis sieben Zentimeter lang, er trägt 20 bis 30 Blüten, die sich nacheinander öffnen und leicht nach Vanille duften. Die Tragblätter sind oval bis dreieckig, spitz, 0,6 bis 0,7 Zentimeter groß. Blütenstiel und Fruchtknoten messen zusammen vier bis sechs Zentimeter. Die Blüten sind weiß oder grünlich weiß, die Lippe ist an ihrer Basis gelblich und weist vorne eine rötliche Zeichnung auf (diese kann auch fehlen). Sepalen und Petalen sind lanzettlich mit der breitesten Stelle oberhalb der Mitte, sie enden spitz. Das dorsale Sepal misst 3,5 bis sechs Zentimeter Länge bei 0,9 Zentimeter Breite, die seitlichen Sepalen sind geringfügig breiter. Die Petalen sind mit einem bis 1,5 Zentimeter noch etwas breiter, auf der Außenseite gekielt, sie enden in einer kleinen aufgesetzten Spitze. Die Lippe ist 4,5 bis sechs Zentimeter lang und drei Zentimeter breit, sie ist undeutlich dreilappig, der vordere Rand ist gewellt. Auf der Lippe befinden sich bis zu zwölf quer verlaufende Reihen nach hinten gerichteter Schuppen; die vorderen sind linealisch und enden unverzweigt oder leicht gezähnt, die mittleren sind oval bis länglich und kammförmig, die hinteren sind mit feinen Papillen besetzt. Die Säule ist drei bis 4,5 Zentimeter lang, sie ist auf zwei Drittel ihrer Länge mit der Lippe verwachsen. Die zylindrische Kapselfrucht ist bis zu 15 Zentimeter lang bei 1,5 Zentimeter Durchmesser. Längs der Frucht verlaufen zwei deutliche Rillen.

## Verbreitung
Vanilla polylepis kommt im südlichen Afrika vor: sie wurde in den Ländern Angola, Malawi, Kenia, Kongo, Sambia, Simbabwe und Tansania gefunden. Sie wächst bevorzugt an gut mit Wasser versorgten Stellen, etwa in bewaldeten Tälern und Schluchten, an Bächen, in Galeriewäldern oder am Rand feuchter Wälder. Diese Orchidee wächst in Höhenlagen von 1200 bis 1650 Meter.

## Systematik und botanische Geschichte
Vanilla polylepis wurde 1951 von Victor Samuel Summerhayes erstbeschrieben. Der Name polylepis bezieht sich auf die verschiedenen auf der Lippe vorkommenden Schuppen. Summerhayes verglich sie vor allem mit Vanilla imperialis, aber auch mit Vanilla africana und Vanilla ramosa. Portères zufolge unterscheidet sie sich deutlich von Vanilla imperialis, er unterstreicht aber die Ähnlichkeit zu Vanilla africana.
Innerhalb der Gattung Vanilla wird Vanilla polylepis in die Untergattung Xanata und dort in die Sektion Thetya, die sämtliche Arten der Paläotropis enthält, eingeordnet. Soto Arenas und Cribb sehen wie Summerhayes Vanilla imperialis als nächste Verwandte, des Weiteren Vanilla grandifolia und Vanilla ochyrae.